# Lahontan Reservoir
Das Lahontan Reservoir ist ein 40 km² großer Stausee im Nordwesten des US-Bundesstaates Nevada. Der Stausee ist nach dem Lake Lahontan, der in der Eiszeit eine Fläche von 20.700 km² bedeckte, benannt. Durch den Lahontan Dam wird der Carson River gestaut. Der See hat eine Uferlänge von 111 Kilometern. 